# Parodia fusca
Parodia fusca ist eine Pflanzenart aus der Gattung Parodia in der Familie der Kakteengewächse (Cactaceae). Das Artepitheton fusca leitet sich vom lateinischen Wort fuscus für ‚dunkelbraun‘ ab und verweist auf die Farbe der die Blüte umhüllenden Haare der Art.

## Beschreibung
Parodia fusca wächst einzeln. Die grünen kugelförmigen Triebe erreichen Durchmesser von 4 bis 7 Zentimeter. Der Triebscheitel ist eingesenkt. Die 19 bis 26 Rippen sind wellig. Die auf ihnen befindlichen Areolen sind mit dichter weißer Wolle bedeckt. Die nadeligen Dornen stehen mehr oder weniger ab. Die zwei, gelegentlich auch vier und dann über Kreuz stehenden, Mitteldornen sind violettrot und besitzen eine rötliche Basis. Sie weisen eine Länge von 1 bis 2,5 Zentimeter auf. Die zwölf bis 16 gelblich braunen Randdornen sind 0,5 bis 1,2 Zentimeter lang.
Die schwefelgelben Blüten erreichen Längen von bis zu 3 Zentimeter. Ihr Perikarpell und die Blütenröhre sind mit dichter weißer Wolle, kleinen Schuppen und Haaren besetzt. Die Narbe ist dunkelrot oder manchmal hellgelb. Die anfangs olivgrünen Früchte werden später rötlich und sind 1,8 bis 2,5 Zentimeter lang. Sie enthalten trübschwarze Samen, die fein gehöckert sind.

## Verbreitung, Systematik und Gefährdung
Parodia fusca ist im brasilianischen Bundesstaat Rio Grande do Sul verbreitet.
Die Erstbeschreibung als Notocactus fuscus durch Friedrich Ritter wurde 1979 veröffentlicht. Andreas Hofacker und Pierre Josef Braun stellte die Art 1998 in die Gattung Parodia. Nomenklatorische Synonyme sind Peronocactus fuscus (F.Ritter) Doweld (1999, unkorrekter Name ICBN-Artikel 11.4), Ritterocactus fuscus (F.Ritter) Doweld (2000),   und Notocactus rauschii var. fuscus (F.Ritter) N.Gerloff & Neduchal (2004).
In der Roten Liste gefährdeter Arten der IUCN wird die Art als „Vulnerable (VU)“, d. h. als gefährdet geführt.

## Nachweise